# Soligny-les-Étangs
Soligny-les-Étangs è un comune francese di 226 abitanti situato nel dipartimento dell'Aube nella regione del Grand Est.

## Società

### Evoluzione demografica
Abitanti censiti